# Blackburnium tatei
Blackburnium tatei är en skalbaggsart som beskrevs av Blackburn 1888. Blackburnium tatei ingår i släktet Blackburnium och familjen Bolboceratidae. Inga underarter finns listade.